# Jasper Jones
Jasper Jones è un film del 2017 diretto da Rachel Perkins e basato sul romanzo omonimo di Craig Silvey.

## Trama
Charlie Bucktin è un ragazzo di 14 anni che vive nella città di Corrigan nell'Australia occidentale. Charlie trascorre i suoi giorni con il suo migliore amico Jeffrey Lu, un ragazzo vietnamita che condivide l'amore di Charlie per la bancarella intellettuale e che si confronta costantemente con il razzismo contro di lui e la sua famiglia. Eliza Wishart, una ragazza locale e figlia del presidente del municipio diventa sempre più accattivante verso Charlie.
La vigilia di Natale, Charlie riceve la visita inaspettata di Jasper Jones, un emarginato per il fatto di essere per metà bianco e metà aborigeno misto e perché conduce uno stile di vita ribelle. Jasper si preoccupa per l'aiuto di Charlie e lo conduce alla sua radura privata in un cespuglio. Qui Charlie è sconvolto nel trovare il corpo senza vita di una ragazza, Laura Wishart, la fidanzata di Jasper. Jasper, consapevole che probabilmente sarà ritenuto l'assassino di Laura, convince Charlie a gettare il corpo in uno stagno lì vicino.
Jeffrey è appassionato di cricket, ma i suoi tentativi di aderire alla squadra cittadina ostacolati dal razzismo del coach e di altri giocatori. Fortunatamente per lui le cose cambiano e si ritrova a giocare una partita contro la squadra della città rivale sotto gli occhi di Charlie che nel frattempo stringe amicizia con Eliza, la sorella minore di Laura Wishart.
Ben presto iniziano le ricerche di Laura, che viene data da tutti come scappata lontano dalla città. La tensione in città si alza perché i genitori temono che qualcuno possa rapire anche i loro figli e viene così imposto un coprifuoco. Nel frattempo si scopre che la madre di Charlie, sempre più disillusa della vita di Corrigan e del suo matrimonio, ha intrapreso una relazione con Sarge, coinvolto nell'indagine sulla scomparsa di Laura.
Jasper crede che l'assassino di Laura sia Mad Jack Lionel, un vecchio recluso che si dice abbia commesso cose terribili in passato. Alla vigilia di Capodanno Jasper e Charlie si recano a casa del vecchio per affrontarlo.
Lionel rivela loro di essere in realtà il nonno di Jasper che era stato ostracizzato dalla famiglia di suo figlio perché aveva sposato con una donna aborigena quando Jasper era ancora un bambino. L'uomo afferma anche di essere stato inavvertitamente causa della morte della nuora, morta in un incidente stradale mentre l'uomo la stava portando all'ospedale per delle cure.
In quella stessa notte, Charlie conduce Eliza da Jasper. Eliza racconta quindi a Charlie di sapere che la sorella è morta e gli mostra un biglietto nel quale Laura afferma che si sarebbe suicidata perché rimasta incinta dopo aver subito una violenza sessuale da parte del padre. Charlie allora confessa ad Eliza che lui e Jasper avevano trovato il corpo di Laura e che lo hanno gettato nello stagno.
La madre di Charlie lascia Corrigan. Charlie rimane vicino a Eliza, che si vendica del padre incendiandogli la casa. La verità sulla morte di Laura rimane un segreto detenuto da solo loro tre.

## Accoglienza
Jasper Jones ha ricevuto recensioni positive da parte della critica e del pubblico, ottenendo un voto di approvazione del 74% su Rotten Tomatoes.
C.J. Johnson di ABC Radio ha dato al film una recensione positiva definendolo "engrossing, sorprendente e commovente ed ovviamente fatto con grande cura e amore." Anche Sarah Ward di Playground dato una recensione positiva.
Jim Schembri di 3AW ha fornito una recensione negativa.

## Riconoscimenti
- 2016 - Australian Writers' Guild
  - Awgie Award
- 2017 - AACTA Awards
  - Candidato per il miglior film a Vincent Sheehan e David Jowsey
  - Candidato per la miglior sceneggiatura non originale a Shaun Grant
  - Candidato per il miglior attore non protagonista a Hugo Weaving
  - Candidato per il miglior sonoro a Liam Egan, Trevor Hope, Robert Sullivan, Yulia Akerholt, James Andrews, Les Fiddess
  - Candidato per la miglior scenografia a Herbert Pinter
  - Candidato per i migliori costumi a Margot Wilson
- 2017 - Asia Pacific Screen Awards
  - Candidato per il miglior film per giovani a Vincent Sheehan
- 2017 - Golden Trailer Awards
  - Candidato per il miglior trailer straniero